# IC 4957
IC 4957 ist eine Balken-Spiralgalaxie vom Hubble-Typ SBab im Sternbild Teleskop am Südsternhimmel. Sie ist schätzungsweise 437 Millionen Lichtjahre von der Milchstraße entfernt und hat einen Durchmesser von etwa 115.000 Lichtjahren.

Das Objekt wurde am 17. Mai 1904 vom Astronomen Royal Harwood Frost entdeckt.